# Ferdinand Synold von Schüz
Ferdinand Heinrich Albert Karl Friedrich Synold von Schüz (* 5. August 1803 in Pleß; † 10. Februar 1876 in Liegnitz) war ein preußischer General der Kavallerie und Mitglied des Reichstags des Norddeutschen Bundes.

## Leben
Er war der Sohn von Ernst Ludwig Synold von Schüz (1767–1833) und dessen Ehefrau Emilie Ernestine Albertine, geborene von Roeder aus dem Hause Parnehnen. Sein Vater war anhalt.- köth.-pless. Justizdirektor, Oberhofrat und Kammerherr.
Synold von Schüz besuchte das Gymnasium. Er trat 1819 als Husar in das 4. Husarenregiment der Preußischen Armee ein. Im März 1821 wurde er hier zum Portepeefähnrich ernannt und am 16. September 1822 zum Sekondeleutnant befördert. Als solcher war Synold von Schüz ab 1830 Regimentsadjutant und in gleicher Funktion ab 30. März 1832 für ein Jahr bei der 10. Kavallerie-Brigade und anschließend bei der 12. Kavallerie-Brigade tätig. In den kommenden Jahren erfolgten weitere Verwendungen als Adjutant. U. a. wirkte Synold von Schüz als Adjutant des Kriegsministers Ferdinand von Rohr. Nach seiner Beförderung zum Oberstleutnant im März 1853 kehrte er in den Truppendienst zurück und war vom 25. September 1855 bis 2. Juni 1856 Kommandeur des 4. Husarenregiments. Anschließend ernannte man ihn zum Remonteinspekteur und Chef der Abteilung für das Remontewesen im Kriegsministerium. Zwischenzeitlich bis zum Generalmajor befördert, wurde Synold von Schüz für knapp drei Monate Kommandeur der 2. Garde-Kavallerie-Brigade, bevor er seine alte Funktion im Kriegsministerium wieder aufnahm.
Während der Mobilmachung anlässlich des Deutschen Krieges wurde Synold von Schüz zum stellvertretenden Kriegsminister mit dem Rang eines Departementsdirektors ernannt. Nach dem Prager Frieden wurde er mit Pension am 3. November 1866 zur Disposition gestellt, um sich politisch zu betätigen.
Im Februar 1867 wurde er als Mitglied des Konstituierenden Reichstags des Norddeutschen Bundes für den Reichstagswahlkreis Regierungsbezirk Gumbinnen 4 gewählt. Als Abgeordneter schloss er sich der Fraktion der Konservativen Partei an.
Für die Dauer des mobilen Verhältnisses anlässlich des Krieges gegen Frankreich 1870/71 war Synold von Schüz stellvertretender Kommandierender General des VI. Armee-Korps. In dieser Stellung verlieh ihm Wilhelm I. am 11. März 1871 den Charakter als General der Kavallerie.
Er war Ehrenritter des Johanniterordens.

## Familie
Synold von Schüz hatte sich am 17. Mai 1836 in Dromsdorf/Landkreis Striegau mit Veronika Albertine von Schack (* 22. April 1803; † 10. Februar 1876) verheiratet. Aus der Ehe gingen zwei Söhne hervor:
- Heinrich Ernst Albert Georg (1837–1870), preußischer Hauptmann[3]
- Friedrich Albert August Justus (1840–1915), preußischer Generalleutnant